# みしまひろじ
みしま ひろじは、日本の漫画家、イラストレーター。

## 主な作品

### 連載
- ハイスクールD×D（『月刊ドラゴンエイジ』、原作：石踏一榮）
- SYNDUALITY ELLIE（『月刊コミックアライブ』、原作：MAGUS、脚本：波多野大）

### その他
- コミックスとある科学の超電磁砲5巻特装版 偽典・超電磁砲
- コミックアンリアル
- COMIC快楽天